# Enantioselektive Synthese
Die enantioselektive Synthese ist eine chemische Synthesemethode. Sie zielt darauf ab, eine chemische Synthese zugunsten der Erzeugung eines bestimmten Enantiomers gegenüber einem anderen zu steuern. In der Synthese von Naturstoffen, die oft chiral sind, ist die enantioselektive Synthese ein unentbehrliches Hilfsmittel. 
Enantiomere sind Moleküle, die sich wie Bild und Spiegelbild verhalten aber nicht durch Drehung ineinander überführt werden können. Außer ihrer Wechselwirkung mit polarisiertem Licht weisen sie die gleichen physikalischen Eigenschaften auf. Die Enantiomere reagieren mit achiralen Molekülen in gleicher Weise, jedoch nicht mit anderen chiralen Molekülen. So weist (S)-Asparagin einen bitteren Geschmack auf, während (R)-Asparagin süß schmeckt. (S)-Propranolol ist ein β-Blocker, während (R)-Propranolol ein Verhütungsmittel ist. 
Weiterhin kann die enantioselektive Synthese zur Bestimmung der Konfiguration oder der Konformation eines Moleküls dienen. Enantioselektive Synthesen sind außerdem hilfreich bei der Ermittlung des Mechanismus von Reaktionen. Die enantioselektive Synthese ist eine stereoselektive Synthese und gehört zu den asymmetrischen Synthesen.

## Geschichte
Die erste gezielte asymmetrische Synthese erfolgte durch Emil Fischer im Jahr 1894, der über die Cyanhydrin-Reaktion von L-Arabinose die beiden Epimere L-Mannonsäure und L-Gluconsäure im Verhältnis 3:1 erhielt.
Durch die Decarboxylierung von 2-Ethyl-2-methylmalonsäure, welche Willy Marckwald im Jahr 1904 mit Brucin, einem optisch aktiven Alkaloid, vorher zum Salz umgesetzt hatte, gelang ihm die Darstellung optisch aktiver 2-Methylbutansäure.
W. Marckwald definierte im Jahr 1904 die asymmetrische Synthese wie folgt:

„Asymmetrische Synthesen sind solche, welche aus symmetrisch constituierten Verbindungen unter intermediärer Benutzung optisch aktiver Stoffe, aber unter Vermeidung jedes analytischen Vorganges, optisch aktive Substanzen erzeugen.“

## Prinzip
Das Prinzip beruht auf der Abschirmung von enantiotopen Halbräumen bei Übergangszuständen durch sterisch anspruchsvolle Gruppen, wie beispielsweise iso-Propyl-Gruppen. Dadurch wird ein Enantiomer bevorzugt gebildet. Das Edukt muss dazu prochiral sein. Ein chiraler Hilfsstoff muss auch vorhanden sein, der unter Umständen zurückgewonnen werden kann. Zum Beispiel eignet sich die Aminosäure (S)-Valin oder die Verwendung von Iminosäuren. Das Prinzip unterscheidet sich demnach von dem der enantioselektiven Katalyse.

## Beispiele

### Hydrierung von Carbonylgruppen
- Reduktion von Carbonylgruppen mit BINAL-H aus BINOL, LiAlH4 und ROH
- Reduktion von chiralen Boranen, z. B. Alpine-Boran

### Alkylierungen
- α-Alkylierung von Ketonen mit den Enders-Reagenzien SAMP/RAMP
- Evans-Auxiliare
- Bislactimether-Verfahren (Schöllkopf-Methode): alpha-Alkylierung von Aminosäuren über chirale Bislactimether

chirales Auxiliar: 2,5-Diketopiperazin